# Heavy Metal (périodique)
Pour les articles homonymes, voir Heavy metal (homonymie).
Heavy Metal est un magazine américain de bande dessinée de science-fiction et de fantasy publié depuis avril 1977. Actuellement bimestriel et tirant autour de 40 000 exemplaires, ce fut un mensuel dépassant les 230 000 ventes au numéro à son heure de gloire au début des années 1980. Créé comme une édition américaine du périodique français de bande dessinée de science-fiction Métal hurlant, il prit rapidement son indépendance, mais a continué à publier de la bande dessinée française et européenne jusqu'à aujourd'hui.
La revue a inspiré deux films (Métal hurlant en 1981 et Heavy Metal 2000 en 2000) ainsi que deux jeux vidéo (Heavy Metal: F.A.K.K.² en 2000 et Heavy Metal: Geomatrix en 2001).

## Histoire

### Un magazine à succès
En 1975, un éditeur du magazine humoristique américain National Lampoon, de passage en Europe, tomba sur un numéro de Métal hurlant et le ramena aux États-Unis. En septembre de l'année suivante, Leonard Mogel, président de la maison d'édition 21st Century Communications qui possédait le Lampoon, convainquit Les Humanoïdes associés de lui vendre les droits américains sur leur revue. Une autre version prétend que c'est Claude Moliterni qui a montré le premier (en 1976) Métal hurlant à Mogel et que c'est Jean-Pierre Dionnet qui a convaincu l'éditeur américain. Quoi qu'il en soit, le premier numéro de Heavy Metal sortit début 1977 aux éditions HM Communications, filiale créée pour l'occasion de 21st Century Communications (qui devint en 1979 National Lampoon, Inc).
Cette première version du magazine était mensuelle, s'étendait sur 96 à 104 pages, et publiait à la fois des traductions d'auteurs de Métal hurlant (principalement Moebius, Philippe Druillet ou Alain Voss, mais aussi Jacques Tardi, Jean-Claude Forest ou Chantal Montellier) et des histoires créées pour le magazine par des auteurs américains comme Vaughn Bodē ou Richard Corben. Il y avait à la fois des histoires à suivre et des histoires complètes, ainsi que diverses chroniques. Dès 1979, les traductions commencèrent à être délaissées au profit d'auteurs locaux, au regret de Dionnet qui ne put cependant rien faire, les droits ayant été cédés.
Vers 1980, le rédacteur en chef Ted White projeta de créer un magazine-frère à Heavy Metal, qui publierait surtout des westerns et des histoires d'aventures. Appelé Pilot, ce magazine aurait privilégié des traductions du mensuel Pilote. Cependant Dargaud n'est pas convaincu, tandis que les études de marché sont négatives : le projet est abandonné. À partir de 1982, un hors-série annuel est publié, composé parfois d'histoires originales, parfois d'histoires déjà publiées. En 1977-1979, la circulation s'établit autour de 200 000 exemplaires, avant de diminuer lentement les deux années suivantes.
Parallèlement, Mogel se mit à chercher des financements pour faire réaliser un film inspiré d'histoires de la revue. Le projet prit une forme concrète en 1980 grâce à l'aide du cinéaste canadien Ivan Reitman. Réalisé par Gerald Potterton, le film employa plus de mille animateurs et coûta près de neuf millions de dollars. Sorti en 1981, Métal hurlant en rapporta plus de 20 millions, ce qui en fit un relatif succès pour un film d'animation destiné aux adultes. Avec la sortie du film, le magazine connut son pic de ventes, 234 000 exemplaires en moyenne en 1981-1982.

### Déclin et rachats (1983-1992)
Cependant, après la sortie du film, Heavy Metal connut une érosion régulière de ses ventes, jusqu'à 122 000 exemplaires en 1985-1986. Une nouvelle formule fut alors lancée : les histoires complètes étaient privilégiées (généralement un album complet et des histoires courtes) tandis que le rédactionnel cessait, que le format augmentait et la périodicité passait trimestrielle. Les auteurs européens redevinrent majoritaires, de Yves Chaland à Daniel Torres en passant par François Schuiten et Patrick Cothias. Si les ventes ne repartirent pas à la hausse, elles se stabilisèrent alors entre 110 et 115 000 exemplaires. Le magazine redevint bimestriel en mars 1989.
En 1989, National Lampoon, Inc fut vendu à Tim Matheson and Dan Grodnik. En octobre de l'année suivante ceux-ci revendirent la société à James Jimirro, avec la société cinématographique J2 Communications. Jimirro, uniquement intéressé par J2, ne chercha pas à développer Heavy metal, dont le chiffre d'affaires était tombé à 300 000 dollars annuels. En janvier 1992, il revendit pour 500 000 dollars HM Communications à Kevin Eastman, riche créateur des Tortues Ninja, qui se débattait alors pour maintenir en activité sa maison d'édition Tundra Publishing, créée deux ans plus tôt. Après la faillite de Tundra, qui fusionna avec Kitchen Sink Press en janvier 1993, Eastman prit la direction de Heavy Metal. Il ne changea guère la formule sinon en ajoutant plus d'histoires en une page et en décidant de publier chaque année deux hors-séries thématiques.

### LeHeavy Metalde Kevin Eastman (depuis 1992)
La circulation remonta au-dessus des 140 000 exemplaires jusqu'en 1994-1995. Cependant Heavy metal dut vivre par la suite  un fort déclin de ses ventes, passant sous les barre des 100 000 exemplaires en 1998-1999 puis sous celle des 50 000 exemplaires en 2008-2009. À partir de 1999, Eastman décida de publier trois hors-séries annuels À partir du numéro de septembre 2011, il fut mis fin à la publication d'histoires de plus de trente pages.
Eastman, admirateur du film Métal hurlant parvint à le faire sortir en vidéo en 1996, puis à produire un nouveau film, sorti en 2000 sous le titre Heavy Metal 2000. Contrairement au premier, ce fut un échec public comme critique. Le jeu vidéo Heavy Metal: F.A.K.K.², sorti la même année, rencontra plus de succès. Le suivant, Heavy Metal: Geomatrix, sorti en 2001, fut un échec car il était porté sur la console Dreamcast, alors en voie d'être arrêtée.
En 2002, Les Humanoïdes associés relancèrent Métal hurlant, publiant simultanément un bimestriel de bande dessinée au format comic book en France, aux États-Unis, en Espagne et au Portugal. Après quatorze numéro, il fut mis fin à l'expérience en septembre 2004, sans que ce titre n'ait réellement fait concurrence à Heavy Metal.

## Documentation
- Serge Clerc, Le Journal, Paris, Denoël, coll. « Denoël Graphic », 2008. Témoignage en bande dessinée.
- Jean-Pierre Dionnet (entretien avec Thierry Groensteen et Bruno Lecigne), « Citizen Dionnet », dans Les Cahiers de la bande dessinée n° 59, septembre-octobre 1984.
- (en) Robert O'Nale, « Heavy Metal », dans M. Keith Booker (dir.), Encyclopedia of Comic Books and Graphic Novels, Santa Barbara, Grenwood, 2010, xxii-xix-763 (ISBN 9780313357466), p. 275-277.
- Gilles Poussin et Christian Marmonnier, Métal Hurlant, la machine à rêver. 1975-1987, Paris, Denoël, coll. « Denoël Graphic », novembre 2005, 296 p. (ISBN 978-2-207-25503-2)
- Nicolas Labarre (préf. Gilles Poussin), Heavy Metal, l'autre Métal hurlant, Pessac, Presses universitaires de Bordeaux, coll. « SF Incognita », mars 2017, 236 p. (ISBN 979-10-300-0129-7)